# Buchnerodendron lasiocalyx
Buchnerodendron es un género monotípico de  arbustos perteneciente a la familia de las achariáceas. Su única especie: Buchnerodendron lasiocalyx (Oliv.) Gilg, es originaria de África.

## Descripción
Es un arbusto o subarbusto que alcanza hasta un metro de altura (excepcionalmente hasta 6), con las ramas erectas.

## Hábitat y distribución
Se encuentra en los densos bosques de Brachystegia o entre los matorrales abiertos, perennifolios, por lo general en lugares con sombra, a una altitud de 150-450 metros, en Tanzania y Mozambique.

## Taxonomía
Buchnerodendron lasiocalyx fue descrito por (Oliv.) Gilg y publicado en Botanische Jahrbücher für Systematik, Pflanzengeschichte und Pflanzengeographie 40: 467. 1908.
Sinonimia
- Oncoba lasiocalyx Oliv. basónimo
- Buchnerodendron eximium (Gilg) Engl.
- Oncoba eximia Gilg (1900)
- Buchnerodendron bussei Gilg (1908)
- Buchnerodendron nanum Gilg (1908)[4]